# Classe Lion (cruzadores de batalha)
A Classe Lion foi uma classe de cruzadores de batalha operada pela Marinha Real Britânica, composta pelo HMS Lion e HMS Princess Royal. Suas construções começaram em 1909 e 1910 no Estaleiro Real de Devonport e na Vickers, foram lançados ao mar em 1910 e 1911 e comissionados na frota britânica em 1912. Seu projeto foi desenvolvido em resposta aos novos cruzadores de batalha alemães da Classe Moltke, que eram maiores e mais poderosos que a Classe Invincible. O projeto dos navios da Classe Lion foi baseados nos couraçados Classe Orion, sendo mais rápidos e mais bem protegidos do que a predecessora Classe Indefatigable, além de armados com canhões maiores.
Os dois cruzadores de batalha da Classe Lion eram armados com uma bateria principal composta por oito canhões de 343 milímetros montados em quatro torres de artilharia duplas. Tinham um comprimento de fora a fora de 213 metros, uma boca de 27 metros, um calado de dez metros e um deslocamento carregado de mais de 31 mil toneladas. Seus sistemas de propulsão eram compostos por 42 caldeiras a carvão que alimentavam dois conjuntos de turbinas a vapor, que por sua vez giravam quatro hélices até uma velocidade máxima de 28 nós (52 quilômetros por hora). Os navios também eram protegidos por um cinturão principal de blindagem com 102 a 229 milímetros de espessura.
O Lion atuou como a capitânia da esquadra de cruzadores de batalha da Grande Frota por praticamente toda a Primeira Guerra Mundial. Os dois participaram da Batalha da Angra da Heligolândia no início da guerra, com o Lion ajudando a afundar o cruzador rápido SMS Cöln. O Princess Royal brevemente atuou no Caribe antes de retornar para o Mar do Norte, juntando-se ao seu irmão na Batalha de Dogger Bank, quando infligiu danos sérios no cruzador blindado SMS Blücher. Ambos estiveram presentes na Batalha da Jutlândia em 1916, sendo danificados. Passaram o resto da guerra em patrulhas sem incidentes. Foram tirados de serviço em 1920 e desmontados pouco depois.